# ژله ستاره

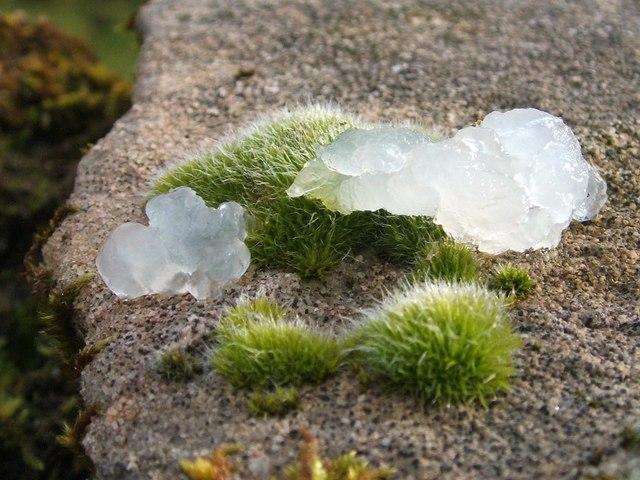
نمونه‌ای از ژلهٔ ستاره‌ای ناشناس روی Grimmia pulvinata، گونه‌ای از خزه.

ژلهٔ ستاره یا آسترومیکسین، یک مادهٔ ژلاتینی است که گاهی بر روی علف‌ها و کمتر روی شاخه‌های درختان یافت می‌شود. بر پایهٔ افسانه‌های عامیانه، این ماده در هنگام بارش شهابی بر روی زمین رسوب می‌کند. این ماده به‌عنوان یک ژلاتین نیمه‌شفاف یا سفید مایل به خاکستری توصیف می‌شود که مدت کوتاهی پس از «ریزش» تبخیر می‌شود. توضیح‌های مختلفی برای منشأ این پدیده پیشنهاد می‌شود از جمله بقایای قورباغه‌ها، وزغ‌ها یا کرم‌ها تا محصولات جانبی سیانوباکتری‌ها، جسم بارده قارچ‌های ژله‌ای یا توده‌های کپک مخاطی. منشأهای غیرزیستی پیشنهاد شده برای نمونه‌هایی از «ژلهٔ ستاره» شامل محصولات جانبی تولیدی صنعتی یا مدیریت زباله است. گزارش‌های مربوط به این ماده به سدهٔ چهارده میلادی برمی گردد و تا به امروز ادامه داشته است.

## پیشینه
سده‌هاست که گزارش‌هایی از «ژلهٔ ستاره» وجود دارد.  جان گادسدن (۱۳۶۱–۱۲۸۰)  در نوشته‌های پزشکی خود از stella terrae (به لاتین «ستارهٔ زمین» یا «ستارهٔ زمینی») یاد می‌کند و آن را به‌عنوان «مادهٔ موسیلاژی خاصی که روی زمین قرار دارد» توصیف می‌کند و پیشنهاد می‌کند. که ممکن است برای درمان آبسه استفاده شود. یک واژه‌نامهٔ پزشکی لاتین سدهٔ چهاردهمی دارای مدخلی برای uligo است که آن را به‌عنوان "مادهٔ چرب خاصی که از زمین ساطع می‌شود، که معمولاً "ستاره‌ای سقوط‌کرده" نامیده می‌شود، توصیف می‌کند. به‌طور مشابه، یک فرهنگ لغت انگلیسی به لاتین مربوط به حدود سال ۱۴۴۰ دارای مدخلی برای «sterre slyme» است که معادل لاتین آن assub است. در زبان ولزی از آن با عنوان "pwdre ser" به معنای "پوسیدگی از ستاره‌هاً یاد شده است.
فرهنگ لغت انگلیسی آکسفورد نیز تعداد زیادی نام دیگر را برای این ماده فهرست می‌کند.

## تحلیل علمی و نظریه‌ها

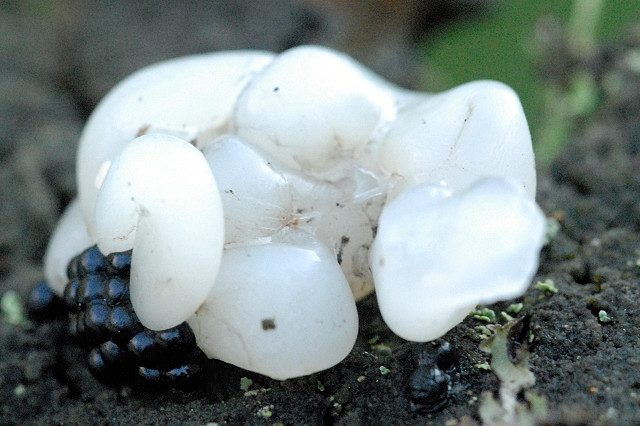
مجرای تخم دوزیستان که توسط جانوران شکارچی استفراغ شده است. (شیء سیاه در گوشهٔ پایین سمت چپ خوشه‌ای از تخم است)

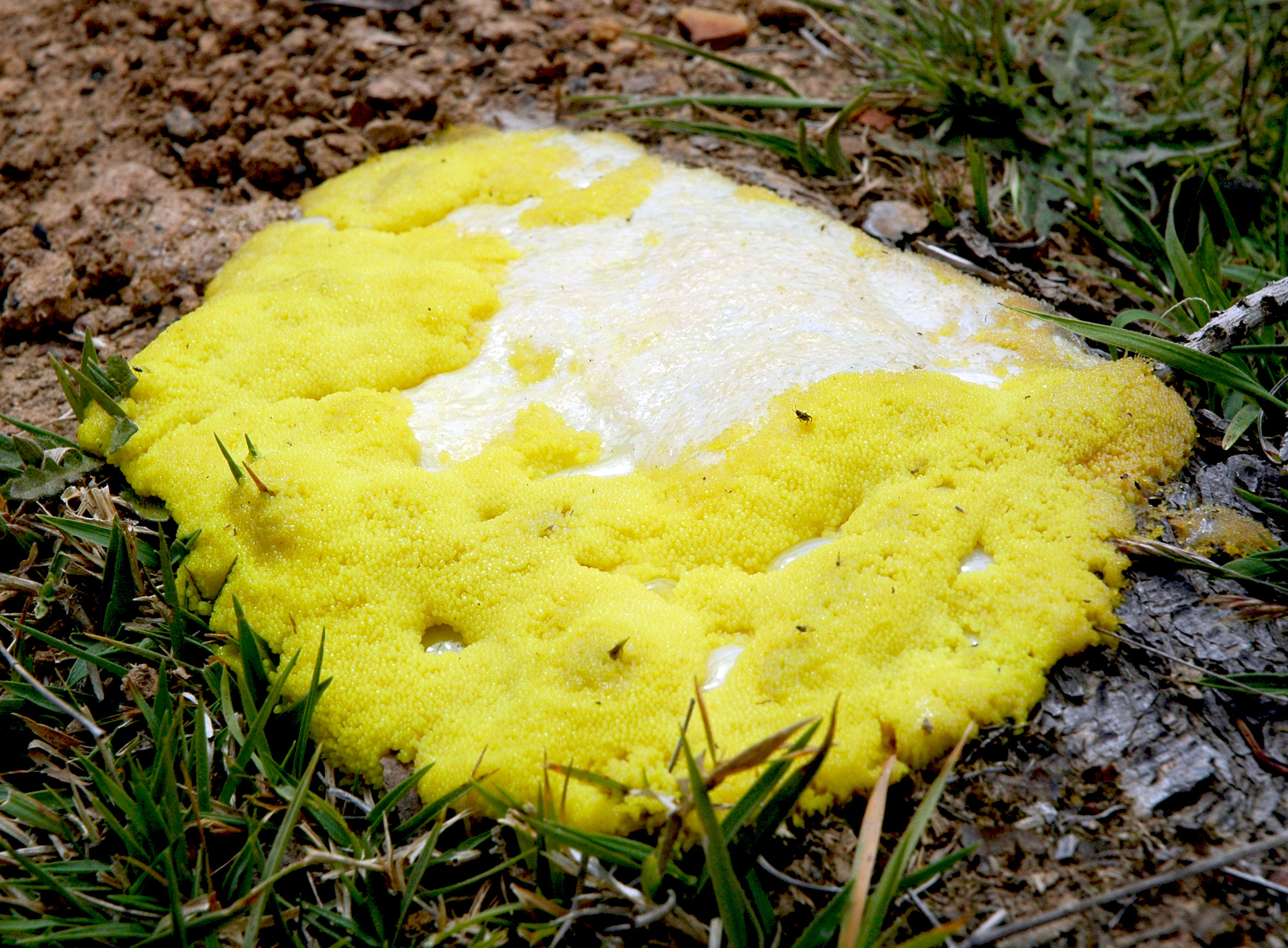
باردهی کپک مخاطی

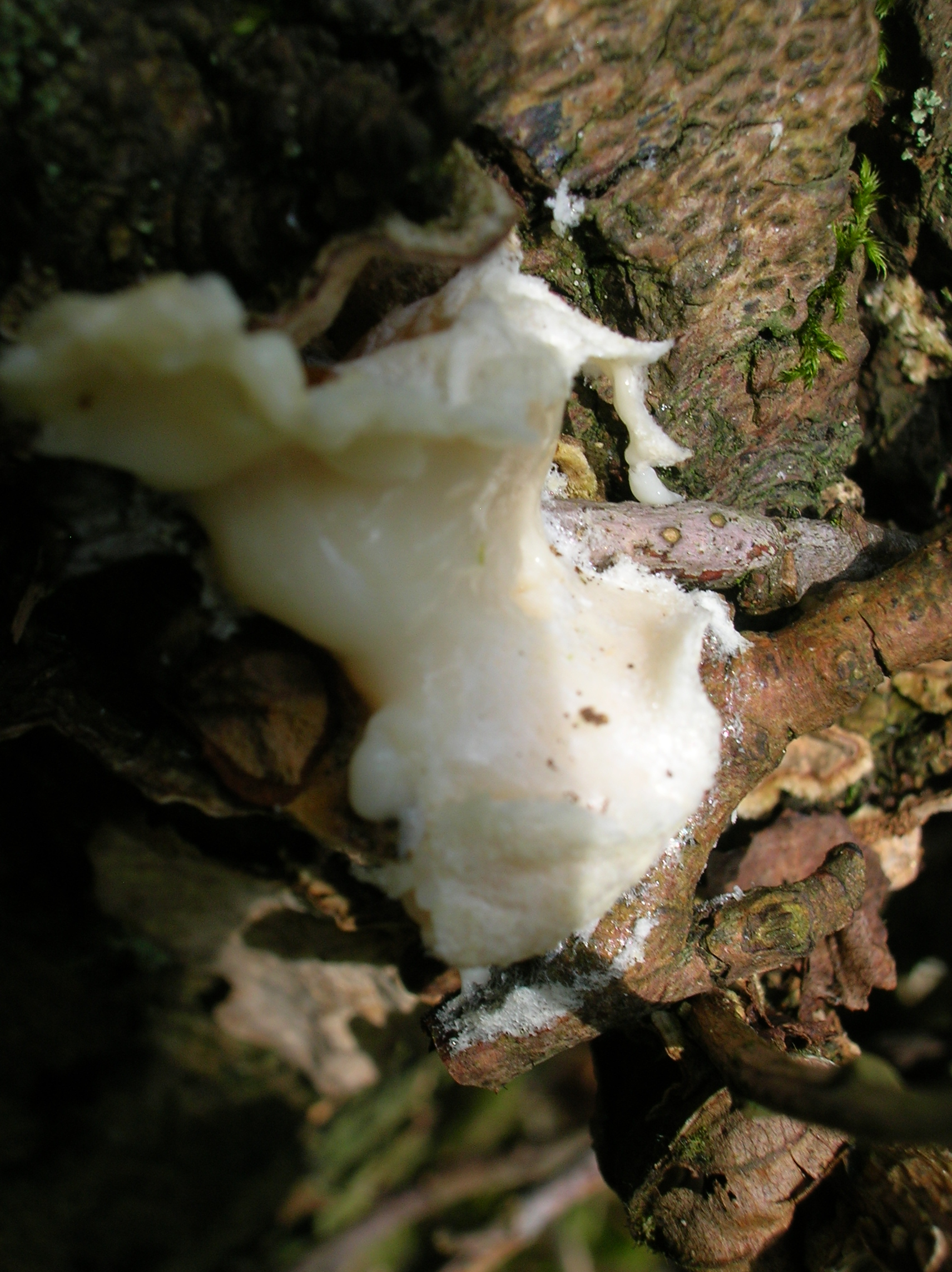
کپک مخاطی Enteridium lycoperdon در فاز ژله‌ای اتالیوئیدی آن

- Myxarium nucleatum، قارچ شفاف و ژلاتینی است که روی چوب پوسیده رشد می‌کند.
- مشاهدات انجام‌شده از ژلهٔ ستاره در اسکاتلند به نظریه‌ای منتهی می‌شود که می‌گوید ژلهٔ ستاره از خورده شدن تخم دوزیستان توسط جانوران گوشت‌خوار و سپس استفراغ کردن آن پدید می‌آید.[۱۴] اصطلاحات آلمانی Sternenrotz و Meteorgallerte به معنای تخم قورباغه است که توسط شکارچی‌ها استفراغ می‌شود (Schlüpmann 2007).
- دانشمندان به سفارش انجمن نشنال جئوگرافیک آزمایش‌هایی را بر روی نمونه‌هایی که در ایالات متحده یافت شده‌اند انجام داده‌اند، اما نتوانسته‌اند هیچ اثری از دی‌ان‌ای در مواد پیدا کنند.[۵]
- توماس پننت در سدهٔ ۱۸ معتقد بود که این ماده «چیزی است که توسط پرندگان یا جانوران استفراغ می‌شود».[۴]
- نوستوک یک نوع جلبک سبز-آبی آب شیرین (سیانوباکتر) کلنی‌هایی کروی را تشکیل می‌دهد که از رشته‌های سلولی در یک پوستهٔ ژلاتینی ساخته شده است. این کلنی وقتی روی زمین است، معمولاً دیده نمی‌شود؛ اما پس از بارندگی، به یک جرم قابل توجه شبیه ژله تبدیل می‌شود که گاهی ژلهٔ ستاره نامیده می‌شود.
- کپک‌های مخاطی ممکن است منشأ این پدیده باشند که به‌طور ناگهانی ظاهر می‌شوند. آن‌ها در ابتدا ظاهری بسیار ژلاتینی را نشان می‌دهند و بعداً به شکل گرد و غبار تبدیل می‌شوند که توسط باران و باد منتشر می‌شود. رنگ‌ها از سفید خالص مانند Enteridium lycoperdon تا صورتی مانند Lycogala epidendrum، بنفش، زرد روشن، نارنجی و قهوه‌ای متغیر هستند.

## مثال‌ها
- به نوشتهٔ ساینتیفیک آمریکن در ۱۱ نوامبر ۱۸۴۶، یک جسم درخشان با ۱٫۲ متر قطر در لوویل، نیویورک، دیده شد.[۱۵]
- در سال ۱۹۵۰، چهار افسر پلیس از فیلادلفیا کشف «یک دیسک گنبدی از ژلهٔ لرزان» را گزارش کردند.[۱۶] این حادثه الهام‌بخش فیلم توده، ساختهٔ سال ۱۹۵۸ بود.[۱۷]
- در دسامبر ۱۹۸۳، جسم ژلاتینی خاکستری سفید و چرب در ریدینگ شمالی، ماساچوست، گزارش شد.[۴]
- در چندین تاریخ در سال ۱۹۹۴، «باران ژلاتینی» در اوک‌ویل، واشینگتن رخ داد.[۱۸]
- در عصر ۳ نوامبر ۱۹۹۶، یک شهاب‌سنگ در آسمان کمپتون، تاسمانی، گزارش شد. صبح روز بعد، گزارش شده که آب لجن سفید شفاف در چمنزارها و پیاده‌روهای شهر مشاهده شده است.[۱۹]
- در سال ۱۹۹۷، یک مادهٔ مشابه در منطقهٔ اورت، واشینگتن، دیده شد.[نیازمند منبع][نقل قول مورد نیاز است]
- ژلهٔ ستاره در انواع مختلف در تپه‌های اسکاتلند در پاییز ۲۰۰۹ دیده شد.[۵]
- توپ‌های آبی ژله‌ای روی باغ مردی در دورست در ژانویهٔ ۲۰۱۲ فرو افتاد.[۲۰][۲۱] پس از تجزیه و تحلیل بیشتر، ثابت شد که توپ‌ها ناشی از برخورد آب با گرانول‌های سدیم پلی‌اکریلات، نوعی پلیمر فوق جاذب با انواع استفاده‌های رایج (از جمله کشاورزی) بوده‌اند.[۲۲]
- در برنامهٔ عجیب‌ترین اتفاقات طبیعت، سری ۴، قسمت ۳، (۱۴ ژانویهٔ ۲۰۱۵) محصول بی‌بی‌سی، کریس پکم نمونه‌ای از «ژلهٔ ستاره» را نشان داد و آن را برای تحلیل بیشتر به موزهٔ تاریخ طبیعی لندن برد. آزمایش دی‌ان‌ای تأیید کرد که این جسم، از یک قورباغه بوده است. آثاری از دی‌ان‌ای زاغی اوراسیایی نیز روی آن جسم، یافت شد.[۲۳]